# Felszín alatti monitoring rendszer üzemeltetése
A felszín alatti geotechnikai monitoring célja, hogy folyamatos információnk legyen a földtani környezetben lejátszódó természetes és mesterséges folyamatok hatásának
mértékéről, szabályosságáról, trendjéről. A felszín alatti kutatás során a tervezett vágathajtás miatt az alapállapothoz képest a felszín alatti környezet bizonyos mértékben módosul, ezen változások kimutatását szolgálja a geotechnikai monitoring is. A monitoring célja adatszolgáltatás a vágatok és kamrák üregképzést követő rövid és
hosszú távú stabilitásához, feladata a mérések végrehajtása, az adatok rögzítése és értékelése.
A geotechnikai monitoring-vizsgálatokat az alábbiak szerint ismertetjük:
- extenzométeres mérések,
- kőzethorgony-húzótesztek,
- inklinométeres mérések,
- automatikus deformációs monitoring.

## Extenzométeres mérések
A lyukextenzométerekkel való mérés célja, mérni a felszíni, vagy felszín alatti
munkálatok során keletkező kőzetmozgásokat.
A lyukextenzométerek egy, vagy több, fúrólyukban elhelyezkedő referencia horgonnyal és
egy, a lyukszájnál elhelyezkedő referencia fejjel rendelkeznek.
A legtöbb extenzométer húrokkal, vagy rudakkal van ellátva, melyek ki vannak feszítve a
horgonyok és a fej között.
A kőzet relatív elmozdulását mechanikus, vagy elektronikus műszerekkel mérik,
azáltal, hogy rögzítik a horgonyok (ankerek) és a referencia fej közti távolság változását.

## Kőzethorgony-húzótesztek
A kőzetcsavarozás a nagyobb vágatbiztonságot hivatott szolgálni, azzal, hogy a gravitáció
hatására a beszakadásra alkalmas kőzetékeket, kőzettömböket a környezetéhez erősíti. Annak
ellenőrzésére, hogy az adott kőzetcsavar helyesen került telepítésre, maximális 100 KN
húzóerővel történő húzótesztnek vetjük alá azt. A húzógép típusa DSI-HOZ-250/50. A
vizsgálat fokozatos húzóerő-növeléssel történik, míg el nem éri a 100 KN maximális értéket.
Az egyes nyomáslépcsőkhöz közelítőleg 2 perces konszolidációs időt kell kivárni.
Amennyiben a kőzetcsavar elmozdulása jelentős, a 15 mm-t (vizes környezetben a 10 mm-t)
meghaladja, a kőzetcsavar újbóli beépítése szükséges. A kőzetcsavar-húzótesztet a csavar
beépítése után 24 órával végezzük. A vizsgálatok végzése folyamatos, a vágathajtó
tevékenységet kis lemaradással követi. 
A húzógép egy központosító gyűrű segítségével támaszkodik fel a falra, a falból kiálló
kőzethorgonyhoz csatlakoztatunk egy csavar hosszabbítót, amely a húzógép perselyén
keresztül fut, a végén egy csavar biztosítja, hogy együtt mozoghasson a húzógép elmozduló
dugattyújával. Ezt az elmozdulást mérjük, ez adja meg a csavar elmozdulását is. A hidraulikus
húzógéphez tartozik egy kézi olajpumpa is, amelynek segítségével növelhetjük, illetve egy
zárható szelep segítségével csökkenthetjük az olajnyomást. Az olajnyomást egy a pumpán
lévő pneumatikus órával mérjük, mely a nyomás értékeket bar-ban mutatja.

## Inklinométeres mérések
A célja a vágat portálok stabilitásának vizsgálata. Fúrt lyukakban inklinométerrel
mérjük azok esetleges deformációját és ezáltal mérjük a vágathajtás hatását, a feltalaj
stabilitását.
Az inklinométer (ferdeség mérő, jelen esetben fúrólyukferdeség mérő) a fúrólyukak
függőleges iránytól való eltérését méri. Adott fúráson, adott időközönként elvégzett mérések segítségével meghatározhatók bizonyos laterális irányú elmozdulások.
Az eljárás bányászati célú felhasználása a következő:
A vágathajtás mentén, a vágattal párhuzamosan 6 – 12 méteres fúrásokat mélyítenek, melyekbe hornyozott, ún. inklinométer
csöveket helyeznek. E csövek ferdeségét a telepítést követően meg kell mérni. Ez lesz az ún. nullmérés. Az időszakonként elvégzett mérésekkel nyomon lehet követni, hogy a vágathajtási munkálatok milyen földmozgásokat idéznek elő, ugyanis a lyukferdeség megváltozása kapcsolatban van a laterális elmozdulással.
Az inklinációméréshez terepen szükséges eszközök:
- Inklinométer szonda
- Mérőkábel (50méteres 0,5 méteres markerekkel)
- Kiolvasó egység
- Kábeltörő kerék

## Automatikus deformációs monitoring
A vágathajtás során az alátámasztását vesztett kőzetek fokozatosan deformálódva
jutnak el az új egyensúlyi állapotba. E folyamat nyomon követése alapvető információt ad a
tervezés és kivitelezés során figyelembe veendő reális kőzetviszonyok megértéséhez.
A vágatköpeny síkjában fellépő axiális és tangenciális deformációs folyamatokat 10–6 m/m
érzékenységű, automatikus üzemű észlelését automatikus üzemű deformációellenőrző
háromszöges mérőhelyek biztosítják.
A mérőhelyek lehetővé teszik az alkalmazott biztosítási rendszer hatékonyságának minősítését, illetve biztosítják az esetlegesen
szükségessé váló beavatkozások időben történő tervezését és kivitelezését is. 